# Ladan
Ladan ist ein weiblicher Vorname.

## Herkunft und Bedeutung
Herkunft persisch. Unter den bekanntesten Vornamen im länderübergreifenden Vergleich schneidet der Vorname Ladan mit 0,81 % ab. Der Vorname Ladan bedeutet auf Persisch „schöne Blume“, die auf Deutsch unter dem Namen Kapuzinerkresse bekannt ist.

## Verbreitung
Der Vorname Ladan hat einen geringen Bekanntheitsgrad im deutschsprachigen Raum. In Deutschland taucht er nur selten in der Namensgebung auf. In den letzten 10 Jahren wurde er weniger als zehn Mal berücksichtigt. In der Schweiz tragen 18 Personen den Namen (Stand 2023). Der Name wurde in England von 1996 bis 2006 fast jährlich vergeben, danach nur noch sporadisch. Seine Vergabe ist auch in Dänemark, Schweden und Schottland nachgewiesen.
In den USA kommt Ladan seit Ende der 1970er in den Hitlisten vor. Der Name wird seitdem hin und wieder bei der Namenswahl berücksichtigt. In den letzten 10 Jahren wurde er circa 40 Mal vergeben. Seit Anfang der 1980er Jahre taucht er Name ab und zu in den Vornamenscharts von Kanada auf. Der Name gilt dort aber als selten.

## Namensträger
- Ladan Bijani
- Ladan Rezaeian

Ladan Fard-Samiei